# Punctuație
Termenul punctuație se poate referi atât la sistemul de semne grafice convenționale care au rolul de a marca părțile de propoziție, propozițiile, frazele, pauzele etc. cât și la ramura gramaticii care indică folosirea corectă a acestor semne.

## Originile
În antichitate și în Evul Mediu timpuriu, se foloseau puncte (unul sau mai multe) pentru despărțirea cuvintelor, sau în cazul inscripțiilor romane, de exemplu, pentru despărțirea cuvintelor.
Persoane importante în dezvoltarea punctuației până în secolul al XVI-lea au fost Sf. Ieronim (în secolul al V-lea d.H.) în traducerile în latină a Bibliei, Alcuin (învățat la curtea lui Carol cel Mare, responsabil cu dezvoltarea unui nou sistem de punctuație și ortografie pentru manuscriptele biblice sau liturgice), doi tipografi venețieni (bunic și nepot) din secolele XV și XVI, ambii cu numele de Aldus Manutius, care au inventat un sistem de semne echivalent punctului, celor două puncte, punctului și virgulei și virgulei de astăzi, și criticul elizabetan George Puttenham, a cărui lucrare Arte of English Poesie din 1589 include indicații cu privire la folosirea punctuației pentru marcarea înțelesului și a ritmului textului. 
În limba engleză punctuația de dinainte de secolul al XVII-lea a fost strâns legată de cum se vorbea, adică când se făceau pauze pentru respirat, dar ulterior regulile s-au bazat în principal pe structura gramaticală. În secolul al XVII-lea, scriitorul Ben Jonson a pus baza punctuației bazată pe sintaxă. Aceste idei ale lui au fost incluse postum în lucrarea sa English Grammar din 1640.
Folosirea corectă a punctuației s-a stabilit în limba română în parte prin uz, în parte prin îndreptarele și manualele școlare din ultimii 150 de ani.
În limba română se folosesc, printre altele, următoarele semne de punctuație:
- punctul
- semnul întrebării
- semnul exclamării
- virgula
- punctul și virgula
- două puncte
- ghilimelele (semnele citării)
- linia de dialog
- linia de pauză
- parantezele
- punctele de suspensie
- cratima
- apostrof